# Харгривс, Джеймс
Джеймс Харгривс (англ. James Hargreaves, крещён 8 января 1721, Освальдтвистл, Ланкашир — 22 апреля 1778, Ноттингем, Ноттингемшир) — английский ткач, плотник и изобретатель из Ланкашира. Известен в первую очередь как изобретатель так называемой прялки «Дженни», использование которой позволило значительно увеличить количество хлопковой пряжи, производимой одним работником, благодаря одновременному вращению нескольких нитей.

## Биография
О жизни Харгвивса сохранилось немного сведений. Известно, что он жил в Стэнхилле близ Блэкберна, был плотного телосложения и ростом выше 5 футов, не умел читать и писать, интересовался плотницким ремеслом и механизмами, большую часть своей жизни трудился ткачом за ручным ткацким станком, а также состоял в браке и был отцом тринадцати детей.

## Вращающаяся «дженни»

Модель прялки «дженни» в музее города Вуперталь (Германия)

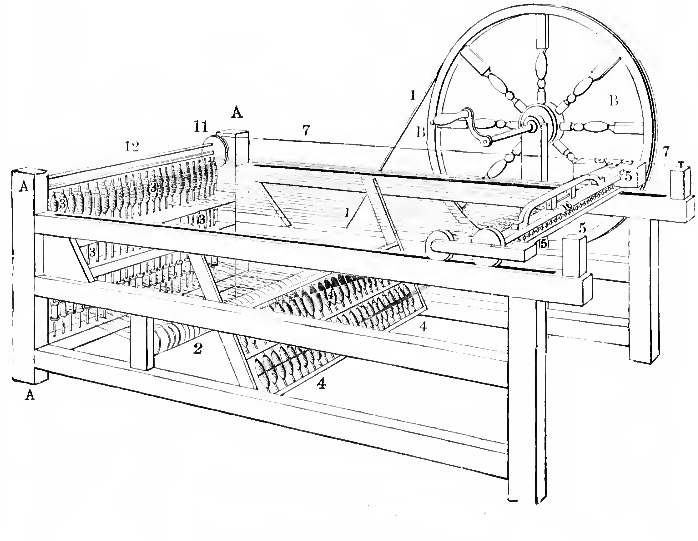
Улучшенная прялка «дженни», использовавшаяся на текстильных фабриках

Говорят, что идея прядильной машины Дженни возникла, когда однониточная прялка перевернулась на полу, и Харгривс увидел, что колесо и шпиндель продолжают вращаться. Он понял, если несколько веретен поставить вертикально и бок о бок, можно будет прясть сразу несколько нитей. Прядильная машина Jenny была ограничена производством хлопковых уточных нитей и не могла производить пряжу достаточного качества для основы. Позже на прядильной машине Аркрайта была поставлена высококачественная основа.
Прялку «Дженни», названную им, по некоторым данным, в честь своей младшей дочери, он изобрёл в 1764 году, после чего начал изготавливать её копии на продажу, однако запатентовал своё изобретение лишь 12 июля 1770 года, что позволило многим людям украсть его идею и начать собственное производство подобных машин, а спустя годы привело к многочисленным спорам относительно права Харгривса именоваться изобретателем первой механической прялки.
Двумя годами ранее, в 1768 году, Харгривс был вынужден переехать в Ноттингем, так как незадолго до этого производители ручных прялок, видевшие в нём конкурента, совершили вооружённое нападение на его дом и уничтожили несколько экземпляров «Дженни». Кроме того, его изобретение первоначально приветствовалось другими прядильщиками, пока не началось падение цен на пряжу.
Харгривсу пришлось уехать в Ноттингем, где бурно развивалась хлопкобумажная трикотажная промышленность. В Ноттингеме Харгривс сделал «дженни» для человека по имени Шипли, и 12 июня 1770 года ему был выдан патент, который послужил основанием для судебного иска (позже отозванного) против ланкаширских производителей, которые начали его использовать.
В Ноттингеме Харгривз вместе с компаньоном по имени Томас Джеймс приобрёл небольшую мельницу и работал на ней до конца жизни, проживая при этом в частном доме по соседству с нею; параллельно он продолжал изготавливать пряжу для клиентов на изобретённой им прялке. Харгривс категорически отказывался продать права на использование своего изобретения (хотя ему предлагались за это суммы в размере от 700 до 4000 фунтов стерлингов) и судился с людьми, использовавшими его прялку на своих мануфактурах. Он не достиг финансового благополучия и умер в относительной бедности; его семья после его смерти получила от Томаса Джеймса материальную помощь в размере 400 фунтов стерлингов.Когда в 1779 году Сэмюэл Кромптон изобрёл вращающуюся мюль-машину, он заявил, что научился прясть в 1769 году на «дженни», которую построил Харгривс.

## Спор по поводу вклада Харгривса
Ложные заявления о Харгривсе выдвигались ещё в 1835 году. В 1780-х годах велась жестокая юридическая борьба за аннулирование самых важных патентов Ричарда Аркрайта. Томас Хайс утверждал, что он был настоящим изобретателем как прядильной машины, так и вращающейся «дженни». Были собраны противоречивые доказательства относительно обстоятельств нескольких изобретений,  и, хотя патенты Аркрайта были аннулированы, вопрос об авторстве не был решён. Ричард Гест, писавший в Edinburgh Review,  допустил несколько ошибок, и с тех пор сохраняется искажённое представление о жизни и вкладе Харгривса. Записи приходских захоронений показывают, что Харгривс (неправильно написано как «Харгрейвс») не умер в работном доме, как утверждалось;  другие записи показывают, что ни жена Харгривса, ни какая-либо из его дочерей не носили имени Дженни, вопреки мифу, повторяемому в школьных учебниках ещё в 1960-х, детских книгах ещё в 2005 году и на образовательных сайтах по настоящее время
«Дженни» относится к двигателю, распространенному сленговому термину в Ланкашире XVIII века, который иногда встречается даже сейчас.